# Laphria sacrator
Laphria sacrator är en tvåvingeart som beskrevs av Walker 1849. Laphria sacrator ingår i släktet Laphria och familjen rovflugor. Inga underarter finns listade i Catalogue of Life.